# Sukaresmi (Tanah Sereal)
Sukaresmi is een bestuurslaag in het regentschap Kota Bogor van de provincie West-Java, Indonesië. Sukaresmi telt 11.593 inwoners (volkstelling 2010).